# Lampetis coquerelii
Lampetis coquerelii es una especie de escarabajo del género Lampetis, familia Buprestidae. Fue descrita científicamente por Fairmaire en 1869.